# Макарівка (хутір)
Макарівка (раніше також хутір Макарівський) — колишній хутір на Бориспільщині (Київська область).

## З історії
За описом Київського намісництва 1781 року Макарівський хутір належав до Баришівської сотні Переяславського полку. На той час у ньому було 3 хати.
Зі скасуванням козацького полкового устрою, хутір перейшов до складу Остерського повіту Київського намісництва. За описом 1787 року у хуторі налічувалось 32 душі, був у власності надвірного радника Сулими.
Від початку XIX ст. хутір вже у складі Переяславського повіту Полтавської губернії.
Хутір позначався на схід від дороги між Малою Старицею і Сулимівкою як на детальних мапах Російської імперії, так і на радянських мапах до 1940-х років (на останніх зазначена приблизна кількість мешканців у 2 чол.).
Також, неподалік на сході від х. Макарівського знаходився ще менший хутір Бочечки. Проте він перестав зазначатись на мапах ще раніше.